# Зириклинский сельсовет (Шаранский район)
Зириклинский сельсовет — муниципальное образование в Шаранском районе Башкортостана.
Согласно Закону о границах, статусе и административных центрах муниципальных образований в Республике Башкортостан имеет статус сельского поселения.

## Население
| 2002  | 2009  | 2010  | 2012  | 2013  | 2014  | 2015  |
| ----- | ----- | ----- | ----- | ----- | ----- | ----- |
| 1374  | ↗1380 | ↘1203 | ↘1164 | ↘1134 | →1134 | ↗1143 |
| 2016  | 2017  | 2018  |       |       |       |       |
| ↘1059 | ↘1032 | ↘991  |       |       |       |       |

## Состав
- д. Алпаево,
- с. Зириклы,
- д. Куртутель,
- д. Таллыкуль,
- д. Шарлыкбаш.